# Patriarkat
 Denne artikel bør gennemlæses af en person med fagkendskab for at sikre den faglige korrekthed.
 Der er for få eller ingen kildehenvisninger i denne artikel, hvilket er et problem. Du kan hjælpe ved at angive troværdige kilder til de påstande, som fremføres i artiklen.
 For alternative betydninger, se Patriark. (Se også artikler, som begynder med Patriark)
Et patriarkat er et begreb som bruges for at beskrive den kulturelle forventning om at mænd er at foretrække som overhoved og magthavere. Det betyder at en far er overhoved i en familie. Et samfund, hvor manden bestemmer over kvinden (og eventuelt børn), modsat et matriarkat.
I et ekstremt patriarkat er hele familien, dvs. slaver, børn og kvinder patriarkens ejendom. Og hvis patriarken i familien dør, så vil den ældste mandlige slave være arving og tildeles status som ny patriark.
I religiøs forstand refererer patriarkatet til det geografiske og juridiske område hvor Patriarken har overordnet tilsyn. Det bruges især i Den Ortodokse Kirke, hvor patriarkatet består af nogle ærkebispedømmer underlagt en del bispedømmer.
| Samfundsvidenskab | Spire Denne artikel om samfundsvidenskab er en spire som bør udbygges. Du er velkommen til at hjælpe Wikipedia ved at udvide den. |